# Ivan Silaïev
Pour les articles homonymes, voir Silaïev.
Ivan Stepanovitch Silaïev (en russe : Ива́н Степа́нович Сила́ев), né le 21 octobre 1930 à Bakhtyzino (oblast de Nijni Novgorod, URSS) et mort le 8 février 2023 à Nijni Novgorod (Russie), est un homme d'État soviétique, notamment connu pour avoir été le dernier Premier ministre de la Russie soviétique de 1990 à 1991 et le dernier chef de gouvernement de l'URSS du 24 août 1991 au 25 décembre 1991.

## Biographie
Ivan Silaïev naît le 21 octobre 1930 à Baktyzino (oblast de Nijni Novgorod) dans la RSFS de Russie, en URSS. Diplômé en ingénierie mécanique à l'Institut d'aviation de Kazan en 1954, il intègre la même année l'usine d'aviation de Gorki (actuelle usine Sokol de Nijni Novgorod) : après des débuts à des postes subalternes, il gravit progressivement les échelons jusqu'à devenir directeur de l'usine de 1971 à 1974. Après cette carrière industrielle, Silaïev — membre du Parti communiste de l'URSS depuis 1959 — est nommé adjoint du ministre de l'Industrie aéronautique. Après un bref passage à la tête du ministère de l'Industrie des machines-outils et de l'outillage de 1980 à 1981, il est nommé ministre de l'Industrie aéronautique en 1981, poste qu'il occupe jusqu'en 1985. Après avoir été élu au Comité central du Parti communiste de l'URSS, Silaïev intègre le Conseil des ministres de l'URSS, dont il est le vice-président de 1985 à 1990.
En 1990, Silaïev est nommé par Boris Eltsine au poste de Premier ministre de la RSFS de Russie. Réformiste, il défend un programme libéral fondé sur la réduction du rôle de l'État dans l'économie au profit des entreprises privées. Durant la tentative de coup d'État d'août 1991, il se range aux côtés d'Eltsine contre les putschistes et est l'un des artisans du rétablissement de Mikhaïl Gorbatchev au pouvoir. À la suite de cet événement, Silaïev est nommé en septembre 1991 à la tête du Comité de gestion opérationnelle de l'économie nationale de l'Union soviétique, c'est-à-dire, en pratique, chef du gouvernement soviétique, fonction qu'il exerce jusqu'en décembre 1991.
Après la dissolution de l'URSS, Silaïev officie pendant trois ans en tant qu'ambassadeur de la nouvelle fédération de Russie auprès de l'Union européenne. Il préside ensuite l'Union internationale des constructeurs de machines de 1994 à 2002, puis fonde et dirige de 2002 à 2006 l'Union russe des constructeurs de machines, créée pour aider à la restructuration de l'industrie russe de la construction de machines. En parallèle, il rejoint en 1995 le parti écologiste Kedr et préside le Conseil d'administration de la banque interrégionale de commerce de Moscou. Aux élections législatives russes de 2007, il se présente sur la liste du Parti agrarien de Russie, qui échoue cependant à réunir les 7 % des voix nécessaires pour être représenté à la Douma.
Silaïev meurt le 8 février 2023 à Nijni Novgorod, à l'âge de 92 ans.

## Distinctions
- Médaille pour le mérite au travail (en) (1966)[6]
- Ordre de Lénine (1971 et 1975)[6]
- Prix Lénine (1972)[6]
- Héros du travail socialiste (1975)[6]
- Ordre de la révolution d'Octobre (1981)[6]
- Ordre de l'Amitié (ru) (Tchécoslovaquie, 1984)[6]
- Certificat d'honneur du président de la fédération de Russie (ru) (2000 et 2005)[6]